# 大怪獣決闘 ガメラ対バルゴン
『大怪獣決闘 ガメラ対バルゴン』（だいかいじゅうけっとう ガメラたいバルゴン）は、大映東京撮影所が製作し、1966年（昭和41年）4月17日に公開された日本の特撮映画作品。昭和ガメラシリーズ第2作。同時上映は『大魔神』。総天然色、大映スコープ、101分。

## ストーリー

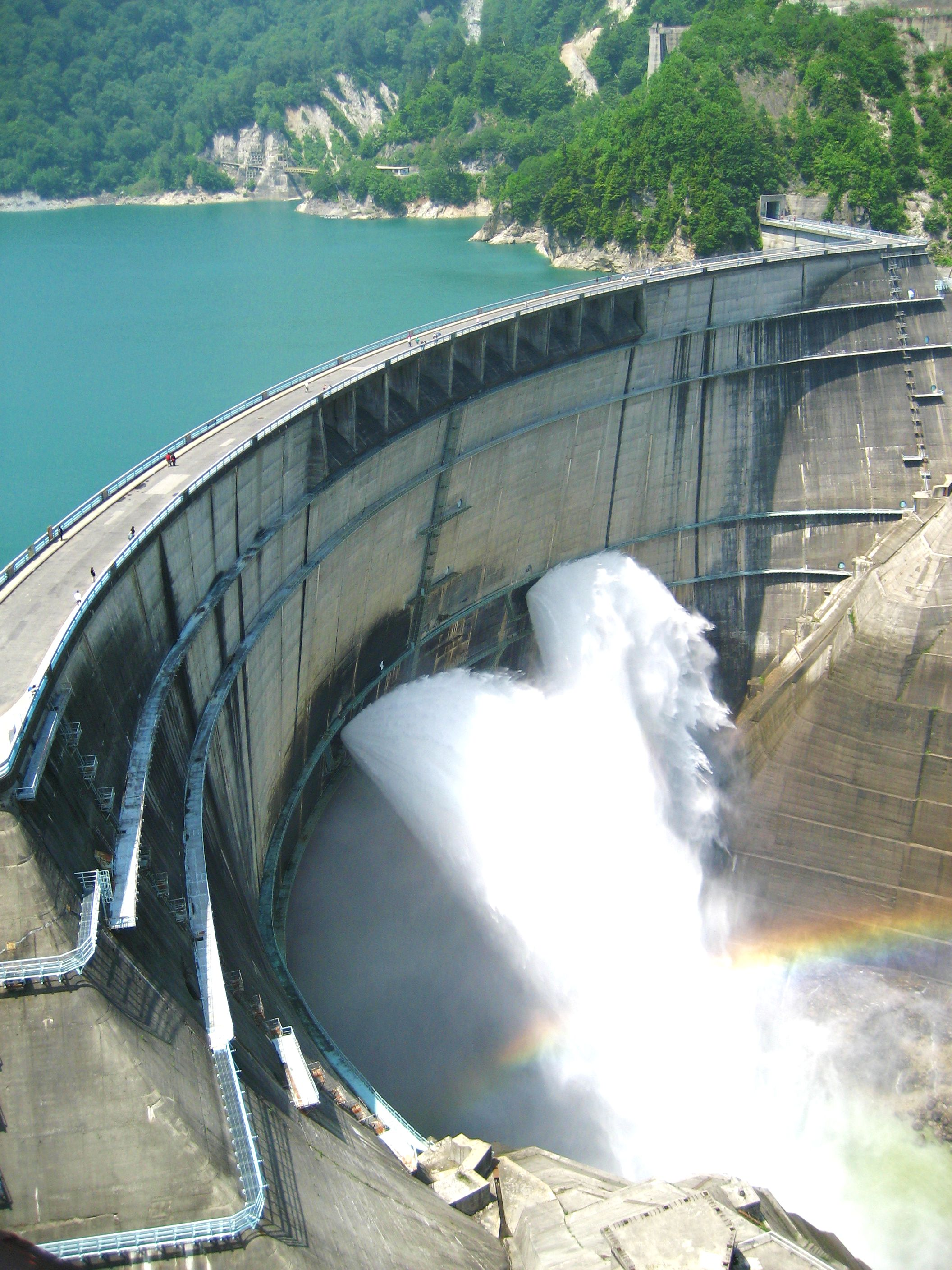
火星から舞い戻ったガメラは黒部ダムを破壊する

半年前に打ち上げられたZプランロケットが宇宙空間で隕石に衝突し、中に閉じ込められていたガメラが脱出。ガメラは地球へと舞い戻り、エネルギーを求めて黒部ダムを破壊した後、噴火した火山に潜伏する。
一方、大阪で航空士のライセンスを得たばかりの平田圭介は、独立して観光飛行機会社を設立するための元手を集めるために、勤めていた会社を辞めて兄・一郎の計画へと参加する。兄は戦時中にニューギニア奥地の洞窟で発見した巨大なオパールを隠しており、片脚の不自由な彼に代わって仲間の小野寺、川尻と共に「戦死した友人の遺骨収集」を名目にした密輸計画が実行されることになる。
現地に到着した3人は、洞窟へと続くジャングル手前の集落で村人たちと暮らしている日本人医師の松下博士から、その洞窟が「虹の谷」と呼ばれる禁忌の魔境と聞かされ、いさめられるものの、欲に目のくらんだ一行は強引に突破していく。深いジャングルを進む途中、小野寺が底なし沼に落ちるものの、3人は何とか洞窟へとたどり着き、ついにオパールを発見する。そのとき、オパールを前に狂喜乱舞する川尻の脚に毒サソリが上っていたが、小野寺はわざとこれを教えず、川尻がサソリに刺されて悶え死ぬのを見殺しにする。これを機に、強欲な本性を現した小野寺は川尻の死に嘆く圭介ごと洞窟を爆破、1人オパールを携え、外国航路の日本船「あわじ丸」で日本へと向かう。

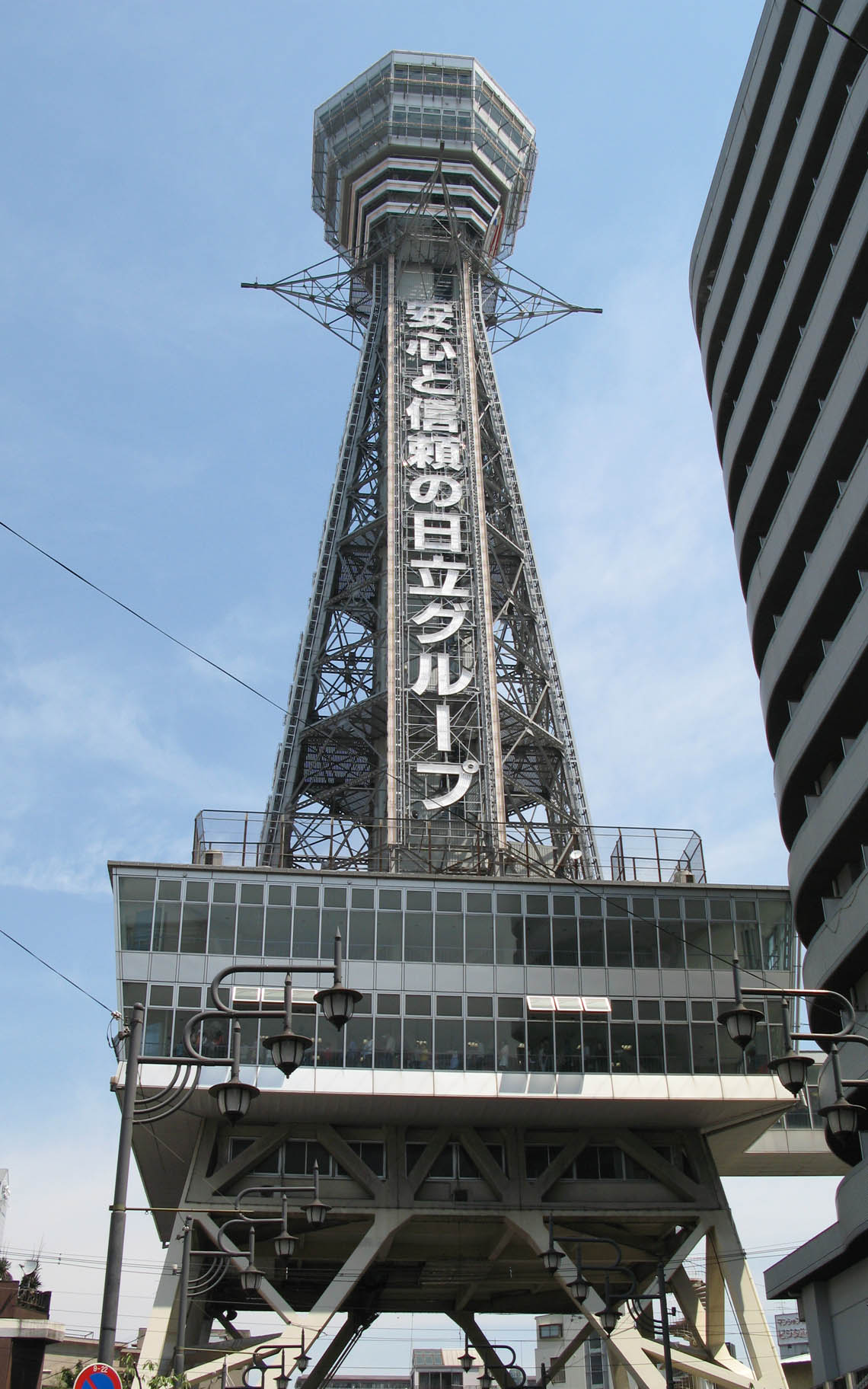
バルゴンによって凍らされ破壊される大阪通天閣

日本への途上、マラリアと水虫を患った小野寺は、あわじ丸の船医、佐藤の奨めによって赤外線による治療を受ける。しかし、神戸港へ着いた夜に船員から麻雀に誘われ、赤外線治療機の電源を切り忘れてしまう。小野寺がベッドの上に隠していたオパールは赤外線を浴びてひび割れ、やがて中から1匹のトカゲのような生物が生まれる。これはオパールではなく、伝説の怪獣バルゴンの卵だったのだ。
同じころ、中国人宝石ブローカーとオパールの商談のため神戸港で密会していた一郎は、突然炎上沈没したあわじ丸を見て弟の圭介の安否を気遣う。一郎に対し、小野寺はニューギニアで圭介が谷に落ちたと嘘をつき、さらには目的のオパールがあわじ丸と共に沈んでしまったと説明する。その時、赤外線によって巨大化したバルゴンが、海面に紫色の体液を噴き上がらせながら神戸港に上陸。港を破壊し、大阪へと東進していく。
大阪へと一旦引き上げた一郎と小野寺は、オパールの引き上げ回収を巡って口論となり、小野寺が思わず口を滑らせたことで圭介殺害を一郎に知られてしまう。乱闘になる2人だが、脚の不自由な一郎は一方的に叩きのめされ、家具に押し潰されてしまう。止めに入ってきた一郎の妻も小野寺の手にかかり命を落とす。金を奪った小野寺は一郎の家に火を放って逃走する。
大阪へとやってきたバルゴンは、冷凍液を使って数々の名所や建築物を凍らせ、関西方面防衛隊を全滅させる。人類は鈴鹿のミサイル基地から、遠方からの攻撃を試みるものの、動物的本能で危険を察したバルゴンはプリズム状の背中のトゲから「悪魔の虹」（殺人虹光線）を放って周囲の人間を焼き尽す。しかし、その光に誘われて大阪城に飛来したガメラと戦闘になる。炎に強い体で火炎放射をしのぎ、一度は不意打ちの反撃に遭ったものの、ガメラを完全に凍結させこれを退ける。バルゴンはそこから京都を目指して名神高速道路をさらに東進していく。
一方ニューギニアでは、圭介が村人たちの介抱を受け、命を取り留めていた。圭介は松下博士の助手カレンを伴って帰国し、兄が小野寺に殺されたと知って乱闘になり、彼を殴り倒す。その後、大阪府知事を交えた防衛隊の作戦本部では、天野教授によってバルゴンの弱点が水であることが判明。またカレンは部落から持ってきた、代々バルゴンを殺すのに村人が用いたという巨大なダイヤモンドの提供を申し出る。対策本部ではこのダイヤモンドの光を拡大し、ヘリコプターでバルゴンを琵琶湖へ誘導し、死滅させる作戦を決行するが、バルゴンはなぜかダイヤの光に目もくれず、京都へのさらなる東進を許してしまう。
作戦の失敗により、圭介とカレンは大阪府知事から責められるが、作戦室を訪れた佐藤船医の証言により、このバルゴンが赤外線によって急激に成長した突然変異種であることが判明する。赤外線によって成長したバルゴンは赤外線を好む性質となっていたのだ。そこで殺人光線発射機を改造して、ダイヤを組み込み、その光でバルゴンを琵琶湖へ誘導、沈める作戦が実行される。その計画が実行されるまでバルゴンを足止めするため、人工雨が降らされ、これにより水に弱いバルゴンは冷凍液を吹く力を失う。

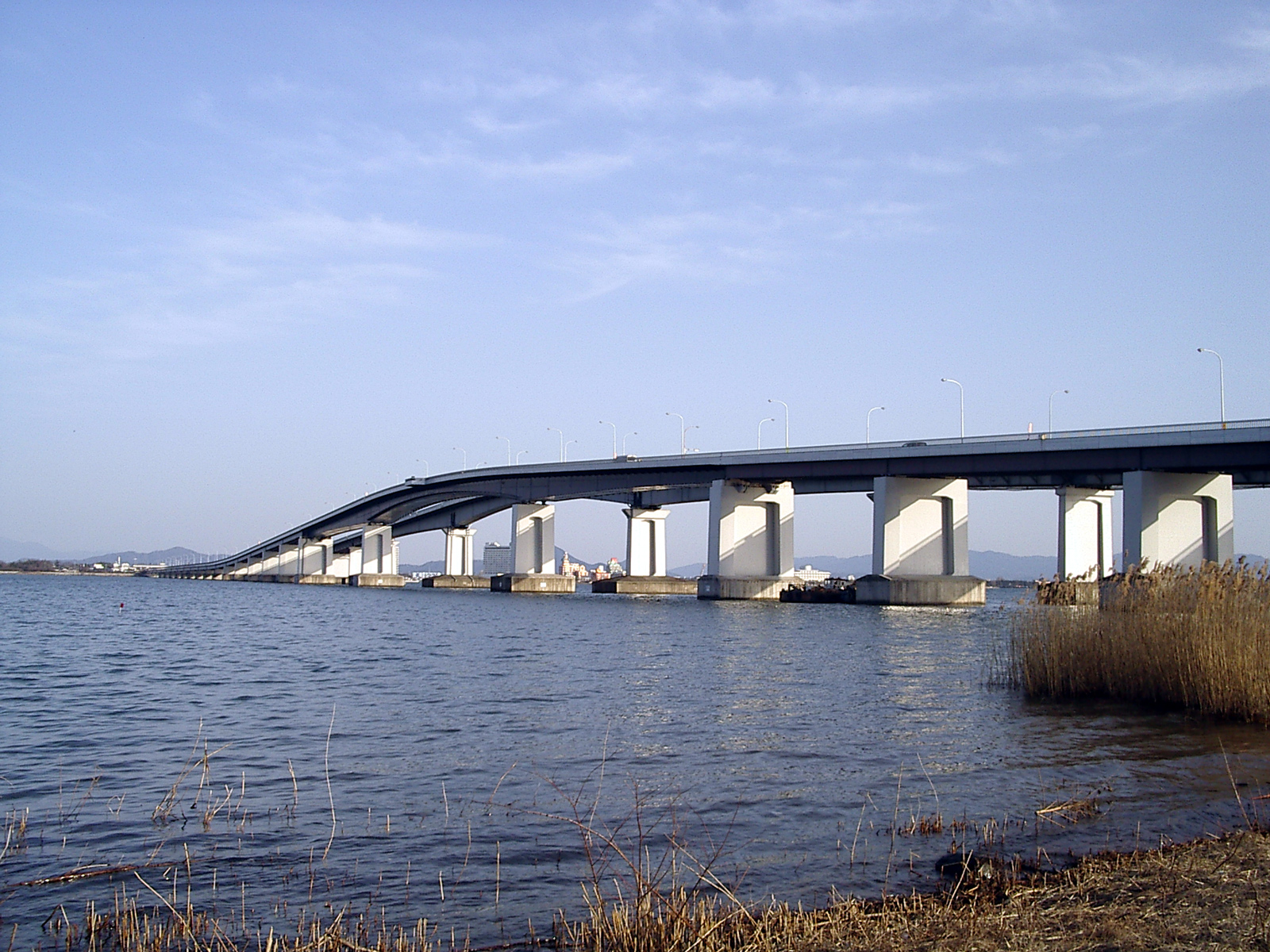
琵琶湖が両怪獣の決戦の場となった

計画が実行されると、強まったダイヤの光によってバルゴンの誘導は見事成功し、琵琶湖畔までたどり着く。しかし、これを聞きつけた小野寺が琵琶湖に現れダイヤを強奪し、ダイヤごとバルゴンに飲み込まれることで、作戦は失敗に終わってしまう。しかし、バルゴンの虹で破壊されたミサイル基地で、唯一溶けずに残されていた自動車のバックミラーから、殺人虹光線が鏡に反射することが判明。自衛隊は、その反射を利用した巨大反射装置による「バックミラー作戦」をさらに決行し、バルゴンに重傷を負わせることに成功する。が、学習したバルゴンが殺人虹光線を封印したことで、この作戦も手詰まりとなってしまう。
だがここに至ってバルゴンが撒き散らした冷凍液の影響が徐々に薄れ、氷が解けるとガメラも復活し、バルゴンの元へと飛来した。二大怪獣による琵琶湖を挟んだ「大怪獣決闘」が繰り広げられることになる。

## 解説

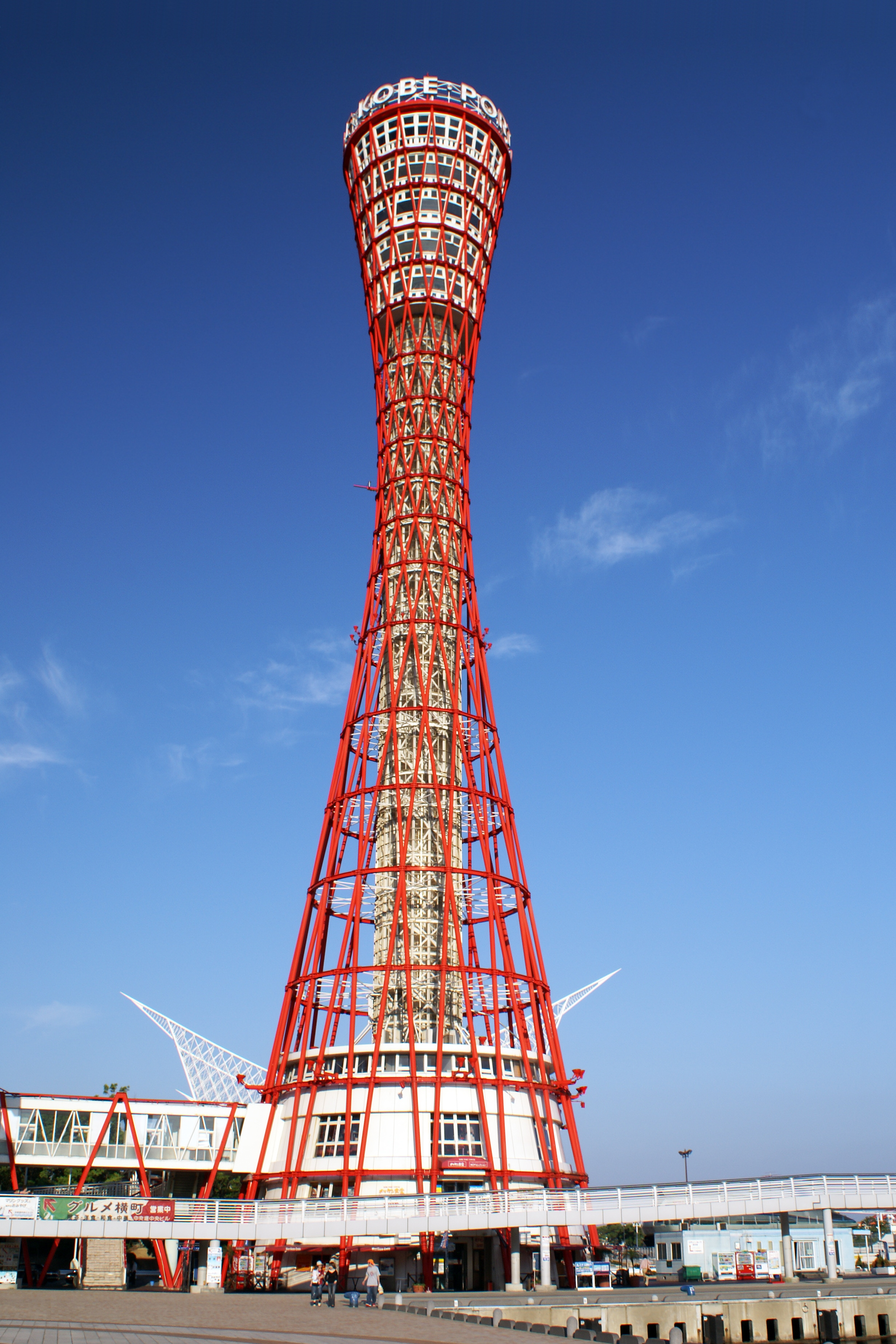
バルゴンの舌によって根元から倒される神戸ポートタワー

『大怪獣ガメラ』の半年後に公開された作品で、再び現れたガメラと新怪獣バルゴンとの闘争を描く、ガメラシリーズ初の総天然色による第2作。「古都対決」が打ち出され、日本の怪獣映画としては初めて、「大怪獣決闘」と副題がつけられた作品である。大映東京撮影所作品。
前年公開された『大怪獣ガメラ』が大ヒットとなったため、第2弾として急遽企画された作品だが、大映専務であった永田秀雅によると、大映本社は『大怪獣ガメラ』について、「東宝のゴジラの二番煎じで、よくこんなものをやれるな」と営業部でも危険性を感じていたという。ところが『大怪獣ガメラ』は予告編が劇場で流れてから前売りが急激に売れ、大ヒット。本社側もこれを受け、社長の永田雅一が直々に製作者名として自らの名をクレジットさせ、破格の予算を投入して製作に乗り出す意気込みとなった。
「ゴールデンウィーク」興行作品として、大映京都撮影所との分担制作による『大魔神』との本作品の「特撮二本立て」興行は、円谷英二1人が全特撮作品を担当していた東宝にも実現できないものだった。永田社長もこの二本立て興行に並々ならぬ注力を見せ、3月末には新聞各紙にこの興行の一面広告を載せ、「日本映画は必ず復興する」と題した一文を寄せて意気込みを示している。
脚本担当の高橋二三によると、「8作も続くとは思わなかったが、『大怪獣ガメラ』のあと、これは次も来るなという感触があった」そうで、実際に本作品の製作が決定した時には「ほら見ろ、さあ何作でもいらっしゃい」と思ったという。小野寺が一郎に問い詰められて口を滑らせ、開き直って殺人を重ねるシーンがあるが、高橋はこのくだりを喜劇のセンスで描いたという。高橋は本作品について「メロドラマと怪獣特撮がひとつになった作品」と評している。
クレジットはされていないが、永田社長の実子で専務の秀雅がプロデューサーに就いている。永田は「子供を出すように」と現場に要望しているが、田中重雄監督側は劇中に一切子供の登場しない作劇を通し、昭和ガメラシリーズで唯一ストーリーに子供がからまない、一般向けの内容の映画に仕立てている。
本作品は興行的に大ヒットとなったが、特撮に予算を使いすぎて赤字になった。また大ヒットにもかかわらず、特撮監督の湯浅憲明らは内容に不満が多かったという。その理由は作劇が「主軸観客層である子供向けでないこと」であり、劇場での子供たちの反応を基にしてのスタッフの反省会では、「バルゴンが出てくるまでが長すぎて子供の集中力が続かない」「大人向けのドラマは子供たちには退屈」などの意見が出された。こうして湯浅が全編監督となり、翌年制作された『大怪獣空中戦 ガメラ対ギャオス』（1967年）では、子供たちを飽きさせない演出が最重点に置かれ、子供が主役の湯浅の理想とする作劇が徹底されることとなった。

## 登場怪獣

### ガメラ
前作に続き、本作品に合わせてエキスプロダクションが新規製作した。鋭い目つきが特徴。昭和シリーズのガメラは基本的に四足歩行するが、これは湯浅憲明の「動物的にリアルに見せたい」との意向によるもので、最初は必ずはわせ、戦いに移行してから初めて二足になるよう演出したという。
手足を引っ込めての回転ジェットの飛行シーンは、前作ではアニメーションで描かれたが、本作品から「迫力が違う」との湯浅の意向で、火薬を仕込んだミニチュアを使うものとなった。棒の先に火種を付け、4つの噴射口に同時に点火したが、タイミングが合わなかったうえ、撮影中に消えてしまうことも多く、苦労が絶えなかった。このジェット噴射の火炎の色は、口から吐く火炎放射の赤色との区別から、青い色にされている。
1尺サイズと3尺サイズの回転ジェット用ミニチュアが作られたが、湯浅は迫力にこだわり、なるべく3尺ミニチュアを使ったという。ミニチュアは3点でピアノ線とつながれ、放射状に組んだ3本の支柱で吊るされており、支柱の中心の回転軸でミニチュアを回転させる仕掛けだった。この回転ジェットの撮影では、操演用のピアノ線が切れてしまうことが多く、見学に来ていた子供たちに笑われたこともあったという。

### 冷凍怪獣 バルゴン
ニューギニアの孤島にある魔境「虹の谷」で「千年に一度誕生する」と言い伝えられている、伝説の怪獣。鼻先から前方へ伸びる大きな角を持ち、ワニとオオトカゲを合わせたような外見の四足歩行生物である。
虹の谷に隠されていたオパールに似た卵から孵化したが、本来は10年近い年月を経て成長するところを、卵の状態で医療用の赤外線を浴びたため、孵化後わずか数時間で異常成長した変異個体である。ダイヤモンドの放つ光に引き寄せられる習性があるため、ニューギニアの部族に伝わるバルゴン誘導のための特別なダイヤが防衛隊の誘導作戦に使われるものの、こういった事情で、赤外線を当てて増幅されたダイヤの光でなければ認識できなくなっている。
カメレオンのような長い舌を持ち、人間に巻きつけて捕捉したり、建造物を破壊することもできる。舌の破壊力はファイティング原田の20万倍。先端からは零下100度（零下240度とも）の霧状の冷凍液を噴射し、この冷凍液で大阪城および市街地とガメラを凍結させる。噴射直後にはバルゴンの歩き回った周辺が凍結することがあり、料亭旅館やその周辺を通過していく数秒間で凍結させるシーンも描かれた。自身に危険が迫ると、その殺気を遠くからでも敏感に感じ取れるほど、優れた動物的本能や感覚を持つ。

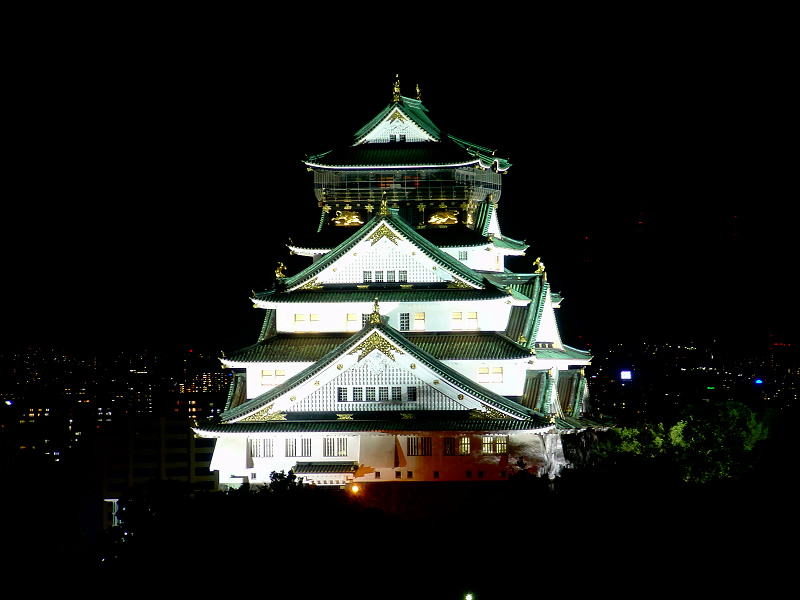
バルゴンの冷凍液により、ガメラとともに大阪城も凍ってしまう

背筋に並ぶ光り輝く7つのプリズムからは「悪魔の虹」と恐れられる虹色の殺人光線を放つ。この光線はあらゆる物質を破壊できるが、鏡の光を反射する性質で無効化される。体組織は水に弱く、長い間水中に留まると細胞が溶け出してしまうと同時に、舌先からの冷凍液が噴射できなくなる。「バックミラー作戦」で体表を負傷した際には相当なダメージを受けはするものの、命を落とすには至らない。このあと、動物本来の本能にしたがい、断末魔まで虹光線は出していない。
ガメラを大阪城ごと凍結させて1度は勝利するも、琵琶湖での戦いでは人間たちの奮闘によって得意の冷凍液や殺人虹光線などが使用できなくなったことが災いし、噛み付きや舌による直接攻撃などで応戦する。次第に劣勢となり、最後はガメラに湖内へ引きずり込まれたために皮膚が溶解し、そのまま絶命する。
『大怪獣空中戦 ガメラ対ギャオス』、『ガメラ対宇宙怪獣バイラス』（海外版）、『ガメラ対大魔獣ジャイガー』、『宇宙怪獣ガメラ』には、ライブフィルムで登場。『宇宙怪獣ガメラ』での登場シーンは、編集の都合で大阪から琵琶湖へ直行するようになっている。
平成ガメラシリーズ2作目の敵怪獣候補には当初、本作品より大型の個体として登場が予定されていた。大怪獣激闘 ガメラ対バルゴン COMIC_VERSION#登場怪獣も参照。

#### バルゴンの美術・造形
ぬいぐるみは高山良策によって造型され、エキスプロダクションが細部の仕上げを行った。バルゴンのまぶたは横方向に開くが、これは当時の撮影所所長をモデルにしたものだった。湯浅によると、この所長は実際にそういうイメージの顔をしていたそうである。また、バルゴンの頭が大きいのは人間体型を可能な限り隠すためで、撮影では足元を写さないよう気をつけたという。湯浅は、「バルゴンは見栄えよりも動きを優先させて作った」とコメントしている。
高山良策の怪獣造形は「動きやすさ」を重視して作られ、非常に軽いぶん傷みやすかった。撮影でも痛みが激しく、連日補修が欠かせなかったという。ラストの琵琶湖に沈むシーンではぬいぐるみがなかなか沈まず、ハサミで腹を切り裂いて水を入れ、最後はほぼ頭だけの状態にしてようやく目的を達した。これには見学に来ていた子供たちも大笑いしたという。
ぬいぐるみと同サイズの、垂れ目気味かつ上半身だけで舌が伸びるギミック入りのギニョールも、高山によって作られた。舌を伸ばす仕掛けは、3人がかりで行うものだった。長い舌を伸ばしての冷凍液の噴霧には消火器が使われたが、舌を長く伸ばすのは、噴霧を拡散させて遠方まで冷凍液を飛ばしているように見せるためだった。
3尺サイズのギニョール人形も、同サイズのガメラと併せて琵琶湖セットでの撮影に使用された。卵から生まれる幼体のバルゴンはギニョール人形を使い、下から手を入れて動かしている。ギニョール制作はエキスプロ。孵化シーンで漂う煙にはたばこが、幼体バルゴンを覆うねばねばした粘液にはアメリカ製の特注素材がそれぞれ使われている。このバルゴンの孵化シーンは、湯浅が「本作品で最も気に入っているシーン」だそうである。

#### バルゴンの鳴き声
経緯は不明だが、ガメラとバルゴンの鳴き声は、『ゲゲゲの鬼太郎』第2作の「妖怪牛鬼」の鳴き声や、『マジンガーZ』の「機械獣」の声など、東映動画のテレビ作品に頻繁に流用されている。また、バルゴンの高音部分の鳴き声は、同年制作の円谷特技プロの特撮テレビドラマ『ウルトラマン』に登場した怪獣グビラのもの、低音部分の鳴き声はアレンジされて同プロのシリーズ作品『ウルトラセブン』に登場した恐竜戦車、『ウルトラマンタロウ』に登場したパンドラにそれぞれ流用された。

## 『ガメラ対バルゴン』の特撮
前作『大怪獣ガメラ』では、東京撮影所の中で「継子扱いだった」という湯浅憲明ら撮影スタッフは、『大怪獣ガメラ』の大ヒットで「大威張りだった」という。続く本作では、湯浅は特撮監督に、前作に引き続き築地米三郎を考えていたが、築地が撮入前にテレビ番組『コメットさん』（TBS）の準備のために国際放映に引き抜かれてしまった。これには湯浅は「ショックだった」と振り返っている。大型予算が組まれたため、デビュー3年目の湯浅は「大作監督にはまだ早い」とする本社の意向で築地に代わって特撮専任となり、本編監督にはベテランの田中重雄が据えられた。
こういった経緯で、本作品では湯浅は特撮班に回され、元々大映の撮影所では特撮班があまり重視されてこなかったこともあって、前作以上に撮影所からは軽い扱いを受けることが多く、現場では本編監督が重視されたという。本編重視で特撮部分があまりにカットされ、湯浅が「特撮担当だって監督なんだ、こっちのカットを変えないでくれ」と撮影所所長の元へ直接抗議に向かったこともあったという。大映のスタッフは基本的に縁故採用であり、「これに起因する近親憎悪だった」と湯浅は語っている。
しかしベテラン中心の本編スタッフに対し、特撮現場が若いスタッフ中心となったため、湯浅ら特撮班は逆に結集して仕事に燃えることができたそうで、これに伴い、特撮パートもかなり長いものになっている。前作から特殊美術を担当しているエキスプロでは、社長の八木正夫以下スタッフ総出で特撮セットに入り、ミニチュアの制作の他に、操演も担当している。
A級予算が組まれた作品だが、湯浅によると、東宝ほどの予算編成は望めないため、特撮は出来るだけ現場で処理したそうで、バルゴンが噴射する冷凍液には光学合成ではなく消火器を使った。大映には現像所が無かったため、予算を圧迫する光学合成は東洋現像所に一任する形となるので、虹色光線も自分で現像所に行って焼きこんだという。東洋現像所も導入したばかりのオプチカル・プリンターの実験を兼ね、グロス受注で虹光線の合成を行ってくれた。バルゴンが通り過ぎる旅館の中を逃げる人影は、16mmフィルムで逃げる人々を撮影し、建物内に映写したものである。
前作『大怪獣ガメラ』とのつながりを示すものとして、ガメラを封じた「Zプランロケット」のカプセルの宇宙シーンが新撮され冒頭に登場するが、前作のミニチュアとは大きさ、形状が全く異なっている。バルゴンがポートタワーを舌で押し倒すシーンは、工作部のスタッフがポートタワーを頑丈に作り過ぎてなかなか壊れず、ミニチュアが倒れ切る前にフィルムが尽きてしまった。撮り直しはきかず、余韻のないものになってしまったと湯浅は惜しんでいる。
大型予算を受け、大阪城のミニチュアセットはフルスケールで作られたが、美術監督の井上章が縮尺を正確にしすぎて、セットに入りきらなくなってしまったという。バルゴンの冷凍液によって凍りつく大阪城の描写はコマ撮りの手法を使って徹夜で撮影されたが、現像が上がってみると、湯浅いわく「パラパラ漫画」のようになっていた。このため、1コマずつ現像で尺を伸ばし、オーバーラップで画を重ねて編集している。ガメラの表面の氷が徐々に溶けて流れるカットは、セットを斜めにして氷を溶かし、流水を表現した。
冒頭でガメラが破壊する黒部ダムの特撮セットは、石膏製のフルスケール模型が作られた。この向こう側に12トン超の貯水量の木製水槽が置かれ、観音開きで一斉放水してダム決壊のシーンを10倍速の高速度で撮影した。万全の用意の末にいざ撮影が始められたところが、30人の大道具係が開いた水槽の扉のタイミングがずれてしまい、濁流が二段階で流れ出てしまった。10倍速撮影のため、1秒のずれは10秒に拡大されてしまい、かえって迫力のある決壊描写となった。このとき、ダムの下流では火災描写の効果を出すため赤い照明が当てられていたが、濁流で火が消えた後に照明を消すのをスタッフが忘れてしまった。結局撮り直すことはできず、このシーンは赤い照明のまま使われた。
小野寺が飲み込まれるシーンのために、実物大のバルゴンの頭が作られた。日本の怪獣映画としては初めての、人間が怪獣に食べられるさまを描写した作品である。 湯浅の「東宝のゴジラとは違う画を創ろう」との意向で、怪獣同士の戦いにも、切ったり突いたりといった絡みが採り入れられ、円谷英二の方針で流血を避けた東宝の怪獣映画と差別化され、本作品以降、ガメラシリーズでは怪獣の流血描写が頻繁に見られるようになった。バルゴンの角やトゲもそういった意向でデザインされている。カラー画面を考慮して、必要以上の残虐風味を避けるためガメラやバルゴンの血の色は緑や紫にされた。「四つ足怪獣同士の戦い」という本作品の構図も、従来の東宝作品に見られなかったものだった。これもプロデューサーの斉藤米二郎や湯浅らの「ゴジラが二本足なら、こっちは四本足で」という前作から続くゴジラシリーズへの対抗意識の現れだった。

## 登場人物
平田 圭介（）
本作品の主人公。航空士として大空を駆け回る夢を持ち、独立して小さな観光飛行機会社の設立を目指す。そのため、航空士のライセンスを得ると勤めていた航空会社を辞め、兄の計画に参加することになる。ニューギニアで小野寺に生き埋めにされるが、近くの集落の住民に救出される。カレンと共に帰国後、自分を殺そうとし兄夫婦を殺した小野寺に復讐する。その後対策本部に向かい、カレンと共に作戦を提案する。
カレン
ニューギニアの秘境「虹の谷」近辺の集落の酋長の娘。村に住み着いている日本人医師、松下博士の助手を務めており、日本語を流暢に話せる。幼いころからバルゴンの伝説を聞かされているため、バルゴンの特徴や弱点などに詳しい。
平田 一郎（）
圭介の兄。戦時中、兵士としてニューギニアにいた過去があり、その時に足を負傷する。現在は写真館を経営している。捕虜収容所へ入れられる前、虹の谷で巨大なオパール（バルゴンの卵）を発見した後、元の場所へと隠した。20年後、そのオパールを密輸するために弟の圭介、小野寺、川尻の3人を現地へ向かわせたが、仲間を罠にはめて帰国した小野寺の手にかかって妻共々殺害されてしまう。なお、この事件のきっかけとなった張本人である。
小野寺（）
一郎の友人で、居酒屋を経営している。「金目の物は全て俺の物」がモットーの極めて強欲かつ自分本位な性格であり、利益を独占するために仲間や友さえも平気で手にかけ、罪悪感も感じない厚顔無恥な外道。ニューギニアでは、川尻の体に毒サソリがいるのを無視して見殺しにした上に、圭介ごと洞窟を爆破する。日本に帰国してからもバルゴンの卵をオパールと信じて疑わず、オパールを引き上げる相談中に口を滑らせ、一郎夫婦を乱闘の末に手にかける。帰国した圭介との格闘の末、居酒屋の柱に括りつけられるが、愛人の手で助けられ、ニュースで聞いたバルゴンを誘導するためのダイヤを強奪し逃げようする。しかし、逃走中にダイヤもろともバルゴンに食べられてしまった。大阪在住だが、愛人ともども標準語を話す。
川尻（）
一郎の友人である貨物船「あわじ丸」の船員。オパール密輸計画のために圭介と小野寺の船員手帳を偽造する。妻子持ちであり、家族の写真は肌身離さず所持している。オパールを発見した直後、船員を辞めて家族と一緒に暮らしながら日本一周をする夢を語っていたが、毒サソリに刺されて死亡する。大阪弁を話す。
自衛隊司令官
バルゴン退治のためにさまざまな作戦を練る。作戦助言者として名乗り出た圭介とカレンを作戦室に受け入れる。
佐藤（）
貨物船「あわじ丸」に乗船する船医。日本への帰途、マラリアと水虫を患った小野寺の治療を務め、赤外線治療を勧める。後にバルゴンの卵に赤外線が当てられていたことを証言、またバルゴンの習性を生かした誘導作戦を作戦室で提案する。大阪弁を話す。
天野（）教授
殺人光線の研究に努め、ルビー殺人光線照射装置を開発する。バルゴン誘導作戦のために装置を赤外線照射装置に改造する。
松下（）博士
風土病の研究のために、ニューギニアの集落に15年前から住み着いている日本人医師。その際、妻を風土病で亡くしている。虹の谷に向かおうとする一行に警告する。
平田 さだ江（）
一郎の妻。琴稽古の教室を開いている。大阪在住だが標準語を話す。一郎と小野寺の乱闘の仲裁に入るも、逆に怒り狂った小野寺の手にかかって殺されてしまう。
林（）
天野教授の助手。やや落ち着きがない様子で、天野教授から必ず落ち着くように諭されることが多い。
岸本（）
圭介が勤めていた航空会社の元上司。航空士のライセンスを取得したばかりの圭介が会社を辞めることを不思議がる。
李（）
平田がオパールの買い取り商談を持ちかけた中国人宝石ブローカー。オパールの現物を見たがっていたが、小野寺の「船ごと沈んだ」という言葉に立ち去る。サングラスをかけ協和語交じりの日本語を話す。

## キャスト
本作品では人間側の主演として本郷功次郎が起用されているが、これには本郷は甚だ不本意だったという。デビュー7年目で「やっと一人前の俳優になれた」と思っていた矢先に本作品の話が本社から来て、「周りの俳優はみんな逃げてしまい、自分だけつかまった」、「自分が目指しているものとは違う」と大弱りだったという。そこで本郷は仮病を使って大阪のホテルに逃げ込みを決め、このためついに本編撮入が1カ月遅れることになった。
本郷は制作部の部課長の前で、看護婦に注射（中身は栄養剤）まで打ってもらって仮病を通そうとしたというが、「治るまで待つ」と言われ、結局引き受けることになった。「相手が（目の前にいない）怪獣じゃ、まったく（演技の）勉強をしてられない」ということで、「現場では台本は貰ったが読まなかった」という。しかし、本作品が予想外にヒットし、後年になって「まさかこんなに時代に残るとは思ってもみなかった、今ではもう財産になってしまった。ガメラに出られたことを本当に感謝してますよ」と語っている。
ニューギニアのシーンはすべてスタジオ内で撮影された。カレン役の江波杏子が南国風衣装で踊る特写スチールが撮られているが、本編ではこのようなシーンは無い。江波のスチールはその後、ロビーカードの素材に使用され、『対ジグラ』では怪獣ジグラに食べられているものもあった。
「あわじ丸」船長役の星ひかる（星光）は、特撮監督の湯浅憲明の実父である。星はバルゴンの表情モデルになった東京撮影所所長とは同期の仲間だった。村の娘役の西尋子は、本作がデビュー作。後に東映京都撮影所に移籍して賀川雪絵（現：賀川ゆき絵）と芸名を変え、現在に至っている。関西を舞台とする作品であるが、登場人物はごく一部を除き関西弁を話さない。
1作目は大映特殊技術部のスタッフがガメラを演じているが、本作品からは専門のスタントマンを起用している。本作品から『ガメラ対宇宙怪獣バイラス』までは荒垣輝雄がガメラを演じた。湯浅監督は「ガメラのぬいぐるみの甲羅は鉄線で骨組みを作ってあるので入るだけで大変なんですが、荒垣さんは実に軽快に動いてくれました」とコメントしている。
- 平田圭介：本郷功次郎
- カレン：江波杏子
- 川尻(あわじ丸の船員)：早川雄三
- 小野寺(川尻の仲間)：藤山浩二
- あわじ丸船医・佐藤：藤岡琢也
- 平田一郎（圭介の兄）：夏木章
- 天野教授：北原義郎
- 松下博士：菅井一郎
- 自衛隊司令官：見明凡太郎
- 自衛隊副官：北城寿太郎
- 平田さだ江（一郎の妻）：若松和子
- 小野寺の愛人：紺野ユカ
- 大阪府知事：高村栄一
- 李（宝石ブローカー）：谷謙一
- 警視総監：伊東光一
- あわじ丸船長：星ひかる
- あわじ丸船員(ヒゲ)：阿部脩
- 自衛隊員：小山内淳
- あわじ丸操舵係：浜口喜博
- 老酋長（カレンの父）：ジョー・オハラ
- 林助手：中田勉
- アナウンサー：森矢雄二
- 自衛隊員：川島真二
- 岸本（圭介の元上司）：原田該
- あわじ丸船員：森一夫、荒木康夫、三夏伸
- 天野教授の助手：後藤武彦
- 観測員：加川東一郎
- 自衛隊員：新宮信子
- 村の娘：西尋子（賀川ゆき絵）※デビュー作
- 自衛隊員：光実千代
- 村人：益田隆舞踏団
- ナレーター：若山弦蔵
- ガメラ：荒垣輝雄

### キャスト（ノンクレジット）
- 観測員：山根圭一郎[要出典]

## スタッフ
- 製作：永田雅一
- 企画：斉藤米二郎
- 脚本：高橋二三
- 撮影：高橋通夫
- 録音：奥村幸雄
- 照明：柴田恒吉
- 美術：柴田篤二
- 音楽：木下忠司
- 編集：中静達治
- 助監督：瀬川正雄
- 製作主任：沼田芳造
- 現像：東京現像所
- 特殊撮影
  - 監督：湯浅憲明
  - 撮影：藤井和文
  - 美術：山口煕、井上章
  - 合成：金子友三
  - 照明：石坂守
  - 操演：恵利川秀雄
  - 助監督：阿部志馬
  - 製作主任：川村清
- 監督：田中重雄

### スタッフ（ノンクレジット）
- スチール：沓掛恒一[要出典]
- 特殊撮影
  - 怪獣造形・操演：エキス・プロダクション[要出典]
  - スチール：椎名勇[要出典]

## 漫画化
本作品公開後、馬場秀夫による漫画化作品が、『少年ブック』（集英社）の1967年正月増刊号付録として発行された。ほかに『大魔神逆襲』と『大巨獣ガッパ』の漫画も併載された。

## 映像ソフト化
- ビデオ
  - 1990年にVHSが発売。
- レーザーディスク
  - 1995年に発売。
- DVD
  - 2001年10月11日発売の「ガメラTHE BOX（1965-1968）」に収録されており、単品版も同時発売[3]。
  - トールケース版は2007年10月26日発売。
  - 2006年8月31日発売の「ガメラ 生誕40周年記念Z計画 DVD-BOX」にも収録されている。
- Blu-ray
  - 2009年7月24日発売の「昭和ガメラ ブルーレイBOX I」に収録されており、単品版も同時発売。

## 宣伝興行
大映は本作品公開のイベントとして、公開前に投票券を配り、劇場で15,000人を対象に「ガメラ バルゴンどちらが勝つか? 大懸賞」と題して勝利予想を懸賞公募した。商品はカラーテレビやピアノ、自転車、写真機、8ミリキャメラ（シングル8）、テープレコーダーなど。
また、「初の総天然色興行」ということで、劇場内を飾るガメラと新怪獣バルゴンの決闘を描いたロビーカードも、本作品から人工着色によるものが初めて使用された。

## テレビ放送について
1980年代には地上波でたびたび放送されたが、1995年から1999年までの平成ガメラ三部作が作られた折に、日本テレビ系列の『金曜ロードショー』などでガメラシリーズが放送された際、本作品は見送られた。2009年にHDリマスター版が日本BS放送にて放映された際は、冒頭で「芸術性と当時の時代背景を尊重し、そのまま放送する」旨のテロップを表示している。神戸のテレビ局サンテレビなどでは現在も時折再放送されている。

## 関連作品
- 『大怪獣激闘 ガメラ対バルゴン COMIC VERSION』（2003年）
本作を元にした近藤和久作の漫画作品。
- 『ともだち 小さき勇者たち 〜ガメラ〜』（蕪木版ノベライズ本）
オリジナル怪獣「Gバルゴン」が登場する。
- 『聖獣戦記 白い影』（2015年）
井上伸一郎による小説。上記の『大怪獣激闘 ガメラ対バルゴン COMIC VERSION』同様に平成シリーズの設定を活かしており、やはり四神の青龍にあたる存在としてバルゴンが登場し、白虎にあたる存在のジャイガーと対決した。
- 『大群獣ネズラ』
1963年に企画され、お蔵入りした特撮映画。怪獣「ネズラ」の声が、本作品で洞窟内のコウモリの声に流用された。